# 莎佛朗·布洛斯
莎佛朗·多米尼·布洛斯（英語：Saffron Domini Burrows，1972年10月22日—）是一位英國女演員。作品包括《因父之名》，《特洛伊：木馬屠城》和《從心開始》等電影和《波士顿法律》等電視劇。

## 家庭
莎佛朗·布洛斯出生于英國倫敦，她是獨生女，成长在一个政治家庭，她的父母都是社會主義者，她的父亲职业是建築師，她的妈妈是一位教师和女權主義者。她在十五岁时候，被模特儿公司發掘。並推薦她成为一个模特儿，(她拥有6呎高度，1米83左右)，并成为一个成功的模特儿。

## 個人生活
布洛斯是一個社會主義者，并表示她十分欽佩法國社会党人物塞格琳·羅雅爾。布洛斯也是一个残疾人平等权利活动家。
布洛斯曾和導演Mike Figgis有過戀情并主演了他執導的一些電影。也同雙性戀演員亞倫·甘明保持戀人關係很多年，此時甘明與妻子分居。後來她與愛爾蘭女演員費歐娜·蕭戀愛过。2013年8月布洛斯与女作家Alison Balian结婚。2012年布洛斯生下一子。2017年1月生下女儿Daisy Alice Winnie。
2006年，布洛斯入選《獨立報》評出的英國最有影响力的90個同性戀名單。

## 電影作品
- 《心理醫生》 Shrink （2009）
- 《玩命追緝：貝克街大劫案》 The Bank Job （2008）
- 《T Takes: Room 117》  （2008）網路影片
- 《吉他夢》The Guitar  （2008）
- 《從心開始》 Reign Over Me （2007）
- 《危險的停車場》 Dangerous Parking （2007）
- 《Broken Thread》  （2007）
- 《情慾克林姆》 Klimt （2006）
- 《國家密碼》 Fay Grim （2006）
- 《完美生物》 Perfect Creature （2006）
- 《Terrible Kisses》  （2004）短片
- 《特洛伊：木馬屠城》 Troy （2004）
- 《小飛俠彼得潘》 Peter Pan （2003）配音
- 《El Misterio Galíndez》  （2003）
- 《Hideous Man》  （2002）短片
- 《揮灑烈愛》 Frida （2002）
- 《Hotel》  （2001）
- 《誘惑陷阱》 Tempted （2001）
- 《攔截密碼戰》 Enigma （2001）
- 《天王流氓》 Gangster Number one （2000）
- 《真相四面體》 Time Code （2000）
- 《Assumptions》  （2000）短片
- 《星際戰爭－未來戰士》 Wing Commander （1999）
- 《水深火熱》 Deep Blue Sea （1999）
- 《茱莉小姐》 Miss Julie （1999）
- 《迷失禁果》 The Loss of Sexual Innocence （1999）
- 《姻緣搭錯線》 The Matchmaker （1997）
- 《一夜情》 One Night Stand （1997）
- 《內華達風暴》 Nevada （1997）
- 《愛情首部曲》 Lovelife （1997）
- 《Hotel de Love》  （1996）
- 《I Bring You Frankincense》  （1996）短片
- 《The Shaman》  （1996）短片
- 《他們愛的故事》 Circle of Friends （1995）
- 《Welcome II the Terrordome》  （1995）
- 《以父之名》 In the Name of the Father （1993）

## 外部連結
- 莎佛朗·布洛斯在互联网电影资料库（IMDb）上的資料（英文）
- 莎佛朗·布洛斯 在英國電影協會的Screenonline